# Левашка (приток Илезы)
Левашка — река в России, протекает по территории Бабушкинского района Вологодской области. Устье реки находится в 45 км по правому берегу реки Илеза. Длина реки составляет 18 км.
Исток находится в болотах в 40 км к северо-востоку от Села имени Бабушкина и в 49 км к востоку от Тотьмы. Крупнейший приток — Малая Левашка (левый). Река протекает по заболоченной, лесистой и ненаселённой местности, генеральное направление течения — сначала на северо-восток, после впадения Малой Левашки разворачивается на юго-восток. Впадает в Илезу пятью километрами выше деревни Варнавино.

## Данные водного реестра
По данным государственного водного реестра России относится к Двинско-Печорскому бассейновому округу, водохозяйственный участок реки — Северная Двина от начала реки до впадения реки Вычегда, без рек Юг и Сухона (от истока до Кубенского гидроузла), речной подбассейн реки — Сухона. Речной бассейн реки  — Северная Двина.
По данным геоинформационной системы водохозяйственного районирования территории РФ, подготовленной Федеральным агентством водных ресурсов:
- Код водного объекта в государственном водном реестре — 03020100312103000008541
- Код по гидрологической изученности (ГИ) — 103000854
- Код бассейна — 03.02.01.003
- Номер тома по ГИ — 03
- Выпуск по ГИ — 0